# برگ‌دوست
برگ‌دوست ممکن است به موارد زیر اشاره داشته باشد:
- عشق برگ دم قرمز که با نام‌های برگ‌دوست آفریقایی، برگ‌دوست معمولی، برگ‌دوست دشتی نیز شناخته می‌شود، گونه‌ای پرنده است که در غرب و مرکز آفریقا یافت می‌شود.
  - زیرگونه‌های برگ‌دوست اوئلا و برگ‌دوست گابن
- برگ‌دوست ساده، نام جایگزین برای بوبر ساده، گونه‌ای پرنده است که در غرب و مرکز آفریقا یافت می‌شود.
- برگ‌دوست گلوزرد، گونه‌ای پرنده است که در غرب و مرکز آفریقا یافت می‌شود.
  - زیرگونهٔ برگ‌دوست گلوسفید کنگو